# Rumney, New Hampshire
Rumney är en kommun (town) i Grafton County i delstaten New Hampshire i USA. Vid folkräkningen år 2000 bodde 1 480 personer på orten. Den har enligt United States Census Bureau en area på totalt 110,2 km² varav 1,6 km² är vatten.